# A Year Without Rain
A Year Without Rain је други студијски албум америчке групе Селена Гомез & Сцена. Албум је објављен 21. септембра 2010. године преко Холивуд Рекордса. За писање песама, запослени су ангажовани да напишу све текстове. Бенд је поново радио са писцима и продуцентима из њиховог дебија, Kiss & Tell као што су дуо Рок Мафиjа Тим Џејмс и Антонина Армато, као и Фефе Добсон, Тоби Гад и Суперспи.
Нови доприноси су Кевин Рудолф, Кејти Пери, Џонас Јеберг и РедОне. Због успеха њиховог удара, "Naturally", албум се заснива углавном од плесног и синт-попа, а не поп рок и електронског рок звука Kiss & Tell. Користећи аутотјун ефекат, албум такође даје утицај неколико других жанрова, укључујући данцехалл и Еуроденс, између осталог. Према Гомезовој, већина песама на албуму посвећена је обожаватељима, док је желела задовољити више мелодија и оснаживати текстове.
Албум је добио помешан са позитивним критикама и критичарима који га примећују као побољшање са дебитантског албума бенда. A Year Without Rain дебитовала је у Сједињеним Државама у четвртом броју и продала је 66.000 примерака у својој првој недељи. Албум је до сада направио два топ четрдесет синглова у Сједињеним Државама, водио је сингл "Round & Round" и насловну песму "A Year Without Rain". У јануару 2011. албум је сертификован Златно од стране РИАА-а што га чини албумом друге златне продаје.